# Sammalsaari (ö i Södra Savolax, Nyslott, lat 61,88, long 29,58)
Sammalsaari är en ö i Finland. Den ligger i sjön Puruvesi och i kommunen Nyslott i  landskapet Södra Savolax, i den sydöstra delen av landet, 300 km nordost om huvudstaden Helsingfors. Öns area är 3,7 hektar och dess största längd är 360 meter i öst-västlig riktning.